# Għasri
Għasri é um povoado da ilha de Gozo em Malta.